# Abstruse
Abstruse es una película estadounidense de acción, terror y crimen de 2019, dirigida y escrita por Harley Wallen, musicalizada por Kaizad Patel, en la fotografía estuvo Michael Kettenbeil y los protagonistas son Tom Sizemore, Dennis Haskins y Kaiti Wallen, entre otros. El filme fue producido por Painted Creek Productions, Auburn Moon Productions y Carribean Fury Productions; se estrenó el 1 de noviembre de 2019.

## Sinopsis
El senador Stevens se encuentra en problemas, ya que Max London se enteró del homicidio de la amiga de su hija, llevado a cabo por el hijo del funcionario.